# سیدمحله (عباس‌آباد)
سیدمحله، روستایی است از توابع بخش مرکزی شهرستان عباس آباد در استان مازندران ایران.

## جمعیت
این روستا در دهستان لنگارود قرار دارد و براساس سرشماری مرکز آمار ایران در سال ۱۳۸۵، جمعیت آن ۷۸۲ نفر (۲۲۴خانوار) بوده‌است. مردم سیدمحله از قومیت طبری هستند مردم سیدمحله به زبان طبری (مازندرانی) سخن می‌گویند.